# Honkajärvi (sjö i Finland, Kajanaland, lat 64,02, long 28,72)
Honkajärvi är en sjö i Finland. Den ligger i kommunen Sotkamo i landskapet Kajanaland, i den centrala delen av landet, 500 km norr om huvudstaden Helsingfors. Honkajärvi ligger 153,4 meter över havet. Den är 15 meter djup. Arean är 1,65 kvadratkilometer och strandlinjen är 6,36 kilometer lång. Sjön  ingår i Uleälvens huvudavrinningsområde.   I omgivningarna runt Honkajärvi växer i huvudsak blandskog.
I övrigt finns följande vid Honkajärvi:
- Räätäjärvi (en sjö)